# Grad Bergh
Grad Bergh je grad v 's-Heerenbergu in je eden največjih gradov na Nizozemskem. Po njem je dobila ime Dežela van den Bergh in je bila prej v lasti grofov van Bergh.
Danes je znana turistična atrakcija zaradi čudovitega videza in zbirke poznosrednjeveške umetnosti.

## Zgodovina
Zgodovina gradnje sega v 13. stoletje. Glavni deli gradu so iz 14., 15. in 17. stoletja. Na začetku nizozemskega upora je bil grad v vojni poškodovan. Leta 1735 pa je pogorel. Leta 1912 je grad Bergh in vse gradu pripadajoče premoženje kupil Jan Herman van Heek, industrialec tekstila iz Enschedeja in se takoj lotil dela, da bi gradu povrnil nekdanji sijaj. V letih, ki so sledila, je gospod Van Heek začel graditi čudovito zbirko srednjeveške umetnosti, ki jo je hranil v gradu Berghu. Leta 1939 je bil še en večji požar. Zahvaljujoč pomoči domačinov so večino pohištva rešili. Istega leta se je začela prenova, ki je bila končana leta 1941.

## Umetniška zbirka
Grad Bergh vsebuje zbirko zgodnjih italijanskih slik, eden od znanih primerov tega je plošča iz Maestà slikarja Duccia, ki je bila dodana grajski zbirki v 19. stoletju. Poleg Erazmovega portreta Holbeina ima Grad Bergh izjemno zbirko srednjeveških rokopisov.
- Grad: graščina Bergh
- Grad Bergh
- Vhod v grad Bergh
- Restavracija na gradu Bergh
- Grad Berg v snegu